# SoShy
SoShy (* 14. September 1982; eigentlich Deborah Sarah Epstein) ist eine französisch-amerikanische Pop- und R’n’B-Singer-Songwriterin. Sie wurde vom Produzenten Timbaland entdeckt, der sie mit seinem Song Morning After Dark auch einem weltweiten Publikum bekannt machte.

## Leben
SoShy wurde in Frankreich geboren. Ihre Mutter hat französisch-italienisch-argentinische Wurzeln und ihr Vater ist französisch-russischer Abstammung. Sie wuchs sowohl in Los Angeles als auch in New York City auf. Obwohl sie nie Gesangs- oder Musikunterricht genoss, fing sie im Alter von acht Jahren an zu singen und eigene Lieder zu schreiben.
SoShy komponierte 2007 für die belgische Sängerin Natalia den Song „Appetite For Love“, 2008 für die deutsche Band Monrose den Top-Ten-Hit „Strike The Match“ sowie 2009 das Lied „Elvis“ von Leki & The Sweet Mints.
SoShy wurde 2009 vom Label Mosley Music Group unter Vertrag genommen. Timbaland, der Gründer des Labels, nahm daraufhin mit ihr und Nelly Furtado die Single Morning After Dark auf, welche die erste Auskopplung von Timbalands Album „Shock Value II“ ist. 
In den letzten Jahren wurde es wieder ruhig um ihre Person. 2014 hieß es jedoch noch, sie arbeite dennoch an ihrem ersten eigenen Album.